# Thomazeau
Thomazeau (em crioulo, Tomazo), é uma comuna do Haiti, situada no departamento do Oeste e no arrondissement de Croix-des-Bouquets. De acordo com o censo de 2003, sua população total é de 52.017 habitantes.